# Murad Ebrahim
Ahod Balawag Ebrahim (nascido em 15 de maio de 1949), mais conhecido como Al-hajj Murad Ebrahim, é um político moro filipino e ex-líder rebelde atualmente servindo como o primeiro ministro-chefe da Região Autônoma de Bangsamoro em Mindanao Muçulmano.
Como atual presidente da Frente Moro de Libertação Islâmica, um grupo armado regionalista e islamista moro no sul das Filipinas, Ebrahim é uma figura importante no Processo de Paz Bangsamoro nas Filipinas.